# Babysitting
Babysitting označuje „hlídání dětí“ a tzv. babysitter (česky "chůva"), je osoba, která se stará o kojence a malé děti. Nikoliv však vlastní děti, nýbrž děti od jiných i zcela cizích rodin.

## Popis
Hlídání dětí neboli babysitting může trvat i několik hodin. Zatímco jsou rodiče daleko od domova, stará se babysitter o děti. Většinou se jedná o večerní hodiny, ale babysitter může pracovat i přes den.
Práci babysittera vyhledávají především maturanti, studenti nebo mladí lidé, a to za účelem vydělat si peníze. Některé rodiny preferují i seniory, kteří na určitý čas zastupují babičky a dědečky. Dříve pocházeli babysitteři většinou z rodiny nebo z kruhu přátel, dnes existují i velké internetové portály, kde si rodina může vybrat svou chůvu sama online.
Délka pracovní doby a mzda jsou obvykle[zdroj?] sjednávány ústně, je však doporučována písemná pracovní smlouva nebo dohoda o pracovní činnosti. Ve větších městech existují agentury, které zajišťují hlídání dětí za poplatek a zprostředkují chůvu rychle a snadno.

## Jiné formy

### Denní matka
Celodenní péče o kojence a malé děti mají na starost chůvy neboli denní matky.

### Au pair
Pod pojmem au pair si lze představit mladého člověka, který pomáhá s péči dětí v zahraničí. Cíl au pair je naučit se ve všedním životě cizí jazyk a poznat novou kulturu.